# Алленби, Майкл, 3-й виконт Алленби
Подполковник Майкл Джаффрей Хайнман Алленби, 3-й виконт Алленби (англ. Michael Jaffray Hynman Allenby, 3rd Viscount Allenby; 20 апреля 1931 — 3 октября 2014) — британский политик, потомственный пэр и защитник лошадей.

## Ранний период жизни
Он родился 20 апреля 1931 года в Кемберли, графство Суррей. Единственный сын Дадли Алленби, 2-го виконта Алленби (1903—1984), и его первой жены Гертруды Мэри Летбридж (урожденной Чампни) Алленби (1905—1988). Внучатый племянник Эдмунда Алленби, 1-го виконта Алленби, известного полководца Второй англо-бурской войны и Первой мировой войны.
Он учился в Итонском колледже и в Королевской военной академии Сандхерст. Он был назначен лейтенантом в 11-й гусарский полк (позже Королевский гусарский полк), который был размещен в Малайе в 1953—1956 годах. Затем он служил адъютантом губернатора Кипра (1957—1958), бригадным майором 51-й бригады в Гонконге (1967—1969) и командующим Территориальной армией Королевских йоменов (1974—1977).

## Политическая карьера
Унаследовав титул в 1984 году, лорд Алленби занимал пост заместителя спикера Палаты лордов с 1993 по 1999 год. Потеряв автоматическое право на место в соответствии с Законом о Палате лордов 1999 года, он был избран, чтобы остаться, и заседал в качестве независимого члена парламента.
Он также был покровителем Британско-Израильско-Всемирной Федерации, а также помогал и консультировал раскопки в Мегиддо.

## Личная жизнь
29 июля 1965 года Майкл Алленби женился на Саре Маргарет Виггин (28 декабря 1942—2023), дочери подполковника Питера Милнера Виггина и Маргарет Фрэнсис Ливингстон-Лермонт. У них был один сын:
- Генри Джаффней Хайнман Алленби, 4-й виконт Алленби (род. 29 июля 1968), преемник отца[5] . С 1996 года женат на Виктории Луизе Грин, от брака с которой у него двое сыновей.

Лорд Алленби всю жизнь интересовался благополучием животных, особенно благополучием конного спорта, и был покровителем Международной лиги защиты лошадей, благотворительной организации, основанной Адой Коул и ныне именуемой «Всемирной организацией по защите лошадей».